# Stazione di Feletto
La stazione di Feletto è una stazione ferroviaria posta sulla ferrovia Canavesana. Serve il centro abitato di Feletto, nella città metropolitana di Torino.
Precedemente gestita dal Gruppo Torinese Trasporti (GTT), dal 1 gennaio 2024 è gestita da Rete Ferroviaria Italiana (RFI).

## Movimento
La stazione è servita dalla linea 1 del servizio ferroviario metropolitano di Torino, operata da Trenitalia nell'ambito del contratto di servizio stipulato con la Regione Piemonte.